# قطب‌الدین سوم
قطب‌الدین پسر شاه علی در سال ۸۰۶ ه‍.ق پس از شاه شاهان به سلطنت سیستان رسید. او حکومت پشت زره و اوق را به برادر میانه خود شاه نجم الدین محمود واگذار کرد.
ملک جهت خاموش کردن آتش فتنه، میر علی و میر محمد را با خویشانشان و امیر علی شاه را با اتباعش و امیر غیاث امیر شیر را به همراه فرزندان و خویشانش کشت و امیر ساقی گریخته و به هرات رفت.

## حمایت قطب‌الدین از شاهرخ میرزا
در سال ۸۰۷ ه‍.ق به فرمان امیر تیمور، به اردوی همایون پیوست و به جانب اترار رفتند که فتح خان بالغ و ختای کنند، هنگامی که تیمور مرد و هرکس از اکابر به مقام خود شتافت، ملک به سرعت خود را به هرات رساند و میرزا شاهرخ در اعزاز و اکرام ملک، دقیقه‌ای کوتاهی نکرد و در زمان امیر کبیر نیز میرزا شاهرخ با ملک قطب الدین بر سر شفقت و مرحمت بود. بعد از شنیدن خبر وفات امیر، سر به گوش میرزا شاهرخ کرد و فوت امیر را به او اطلاع داد و به او تهنیت پادشاهی نیز داد.
شاهرخ نیز در گوش او گفت: «به سیستان برو و این سخن مخفی دار که این سخن آشکار خواهد شد. مبادا امرای جغتای که در خدمت همایون اند ترا از رفتن به سیستان مانع شوند.»
و ملک قطب الدین به سرعت تمام به سیستان آمد و در همان روز شاه بهرام برادر کوچکتر خود را به خدمت شاهرخ فرستاد و بدین طریق اعتماد پادشاه بحر و بر (شاهرخ) را به دست آورد.

## حمله سپاه امیر شاهرخ به فراه
بعد از شش ماه از آغاز سلطنت، حسن جاندار به فرموده پادشاه (شاهرخ گورکانی) به رسم شکار به فراه آمد و تمامی شاهان فراه را بکشت و شاه اسکندر ینالتکن و شاه اسکندر شاه علی از دست حسن جاندار جان به سلامت بیرون برده، نزد ملک آمدند. چون این خبر به سمع ملک رسید بسیار نگران شده و گفت ملوک فراه خویشان ما بودند (چرا) ایشان را کشتند. یقین که با ما نیز چنین کنند. با پیران مدبر و اکابر سیستان مشورت کرد. ملک می‌گفت این پادشاه بزرگی است، قطع نظر از ملک باید نمود و به جائی باید رفت چنان‌که سلطان احمد بغدادی کرد که امیر تیمور دست به او نیافت؛ و مردم دلیر سیستان به عرض رسانیدند که جمیع وضیع و شریف و اعلی و ادنی سر در راه ملک داریم. قلاع خود مستحکم می‌سازیم؛ و از سرحد اوق تا حصار طاق و نهایت گرمسیرات مردم پیر و ضعیف و پیاده خود جا داده، در قلاع با لشکر پردل سواره خود بر گرد اردوی میرزا شاهرخ می‌گردیم و شبیخون می‌زنیم. شاهرخ را لشکر عظیمی است و اردوی بزرگی؛ اندک نقل و تحویلی می‌کنند و هر روز لشکر ما بیست فرسخ تردد می‌تواند کرد. همه در این باب یکدلیم. ملک نیز این را حسن شمرده به استحکام قلاع اوق فرمان داد و آن ملک را به برادر شجاع خود، شاه محمود داد و اهل سیستان چون آماده جنگ شدند، خطبه و سکه بنام ملک قطب الدین کردند. هنگامی که این آوازه به اطراف رسید، سرداران و بزرگان خواف و قهستان و غور و غرجستان و گرمسیر و کابل و طخارستان مثل امیر مودود و شاه اسکندر ینالتکن و شاه اسکندر شاه علی به درگاه ملک جمع شدند. چون حسن جاندار ستم و جور کلی به سلسله ملوک فراه کرده بود و رعایا و ملازمان ایشان را در شکنجه و آزار داشت، از این لشکر مجتمع ده هزار سوار با شاه محمود همراه نمود که دفع شر حسن جاندار نماید. چون شاه محمود به نوده فراه رسید حسن به جانب هرات گریخت و شاه محمود به فراه آمد.

## پناهنده شدن میرزا ابوبکر به دربار ملک قطب‌الدین
در همین سال میرزا ابابکر از چنگ قرایوسف فرار نموده، پناه به سیستان آورد و حضرت ملک دقیقه‌ای از مراعات جانب میرزا ابابکر فروگذاشت نفرمود. این معنی زیاده از جمیع مقدمات بر خاطر پادشاه بحر و بر، شاهرخ بهادر گران آمد، در فکر آمدن سیستان ساعی گشت و در ربیع‌الاول سنه ۸۱۱ ه‍.ق متوجه سیستان شد. اول به فراه آمد و در غره جمادی‌الاولی در پای قلعه داوری به محاصره اشتغال نمود. بعد از بیست روز، قلعه را گرفت و ملک را بند کرده با خود به سیستان برد. وقتی شاه معظم شاه محمود، به اوق رسید «شاه نصرت» را به قلعه لاش گذاشته و خود به برادر خود ملک قطب الدین پیوست. چون میرزا شاهرخ به اوق رسید، میرزا ابابکر از سیستان متوجه کرمان شد، تصور می‌کرد که از این ورطه نجات یافته؛ اما قاصد اجل سر در پی او داشت. او در قصبه بم کشته شد.

## مرگ
ملک قطب‌الدین سوم، در شب شنبه پانزدهم محرم ۸۲۲ ه‍.ق از دنیا رفت. مدت حکومتش ۱۶ سال و ایام عمرش ۵۳ سال بود.